# Claudio

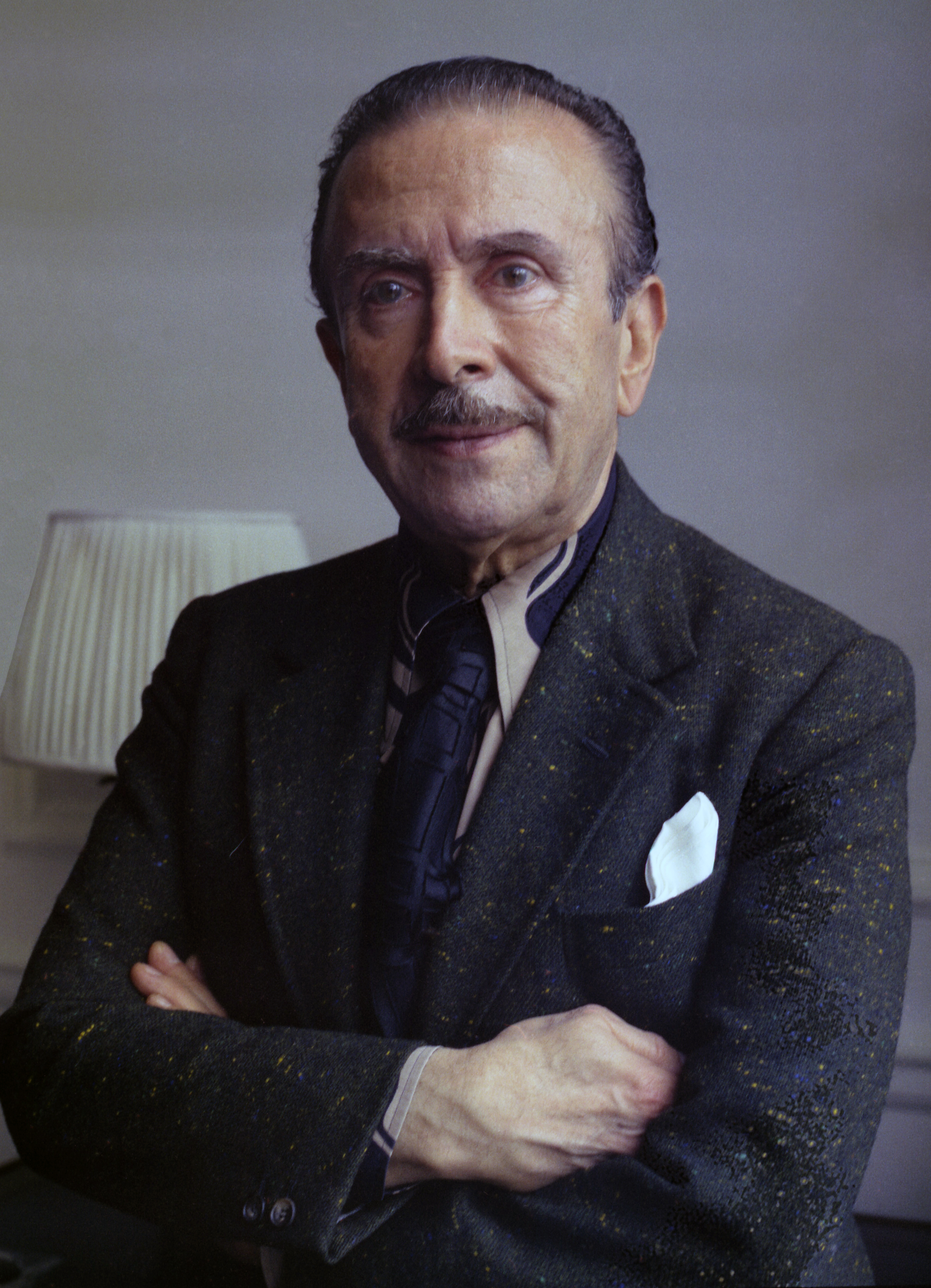
Claudio Arrau, 1974.

Claudio är ett italienskt mansnamn. Det härrör från latinets Claudius.

## Personer med namnet Claudio
- Claudio Abbado italiensk dirigent
- Claudio Aquaviva, italiensk jesuit
- Claudio Arrau, chilensk pianist
- Claudio Magris, italiensk författare
- Claudio Merulo, italiensk kompositör och organist
- Claudio Monteverdi, italiensk kompositör
- Claudio Saracini, italiensk kompositör
- Cláudio Christovam de Pinho, brasiliansk fotbollsspelare